# Pteronarcella badia
Pteronarcella badia är en bäcksländeart som först beskrevs av Hagen 1874.  Pteronarcella badia ingår i släktet Pteronarcella och familjen Pteronarcyidae. Inga underarter finns listade i Catalogue of Life.